# Žarko Dolinar
Žarko Dolinar, född 3 juli 1920 i Koprivnica i Kroatien (dåvarande Serbernas, kroaternas och slovenernas kungarike), död 3 mars 2003 i Basel i Schweiz, var en kroatisk bordtennisspelare och världsmästare i dubbel.
Han spelade sitt första VM 1939 och 1959, 21 år senare sitt 9:e och sista.
Under sin karriär tog han 8 medaljer i Bordtennis VM; 1 guld, 4 silver och 3 brons.
Dolinar hade en doktorsgrad i anatomi, histologi och embryologi i Zagreb och har undervisat som lektor och professor vid medicinska fakulteten vid universitetet i Basel. Fram till idag (2006) är han den enda bordtennisvärldsmästaren med en doktorsexamen i biologi enligt Darko Žubrinić, en Zagreb-baserad skribent. Han hade även höga befattningar inom International Table Tennis Federation (ITTF). 
Han har tilldelats utmärkelsen Rättfärdig bland folken för att han tillsammans med sin bror Boris räddade ungefär 300 judar under Andra Världskriget.

## Citat
- "The first thing I have learned in sport is how to lose."

## Meriter
- Bordtennis VM
  - 1939 i Kairo
    - 3:e plats singel
    - 2:a plats med det jugoslaviska laget

  - 1948 i London
    - kvartsfinal dubbel
    - 5:e plats med det jugoslaviska laget

  - 1949 i Stockholm
    - 7:e plats med det jugoslaviska laget

  - 1951 i Wien
    - 3:e plats med det jugoslaviska laget

  - 1953 i Bukarest
    - kvartsfinal dubbel
    - 2:a plats mixed dubbel (med Ermelinde Rumpler-Wertl)
    - 5:e plats med det jugoslaviska laget

  - 1954 i London
    - 1:a plats dubbel med (med Vilim Harangozo)
    - 3:e plats mixed dubbel (med Ermelinde Rumpler-Wertl)
    - 4:e plats med det jugoslaviska laget

  - 1955 i Utrecht
    - 2:a plats singel
    - 2:a plats dubbel (med Vilim Harangozo)
    - 5:e plats med det jugoslaviska laget

  - 1957 i Stockholm
    - 5:e plats med det jugoslaviska laget

- Swedish Open Championships
  - 1954 - 1:a plats singel (final mot Tage Flisberg)